# Gonionotophis grantii
Gonionotophis grantii — вид змій родини Lamprophiidae. Мешкає в Західній і Центральній Африці.

## Поширення і екологія
Gonionotophis grantii мешкають в Сенегалі, Гамбії, Гвінеї, Малі, Гвінеї-Бісау, Сьєрра-Леоне, Буркіна-Фасо, Кот-д'Івуарі, Гані, Того, Беніні, Нігерії, Камеруні, Центральноафриканській республіці і Чаді. Вони живуть в сухих і вологих саванах, поблизу боліт та інших водно-болотних угідь. Живляться амфібіями.